# 독일 투어링카 마스터즈

독일 투어링카 마스터즈(독일어: Deutsche Tourenwagen Masters, DTM)는 독일에서 개최되는 투어링 자동차 경주대회이다. DTM은 전신인 독일 투어링카 마이스터샤프트(Deutsche Tourenwagen Meisterschaft)와 국제 투어링카 챔피언십(International Touring Car Championship, ITC)이 합쳐져 새롭게 출발한 자동차 경주 대회이다.
DTM은 자동차 경주만을 위한 대회라기보다는 마케팅 도구로서 활용되는 경우가 많아 최근에는 유럽 여러 곳을 돌면서 개최되고 있다.

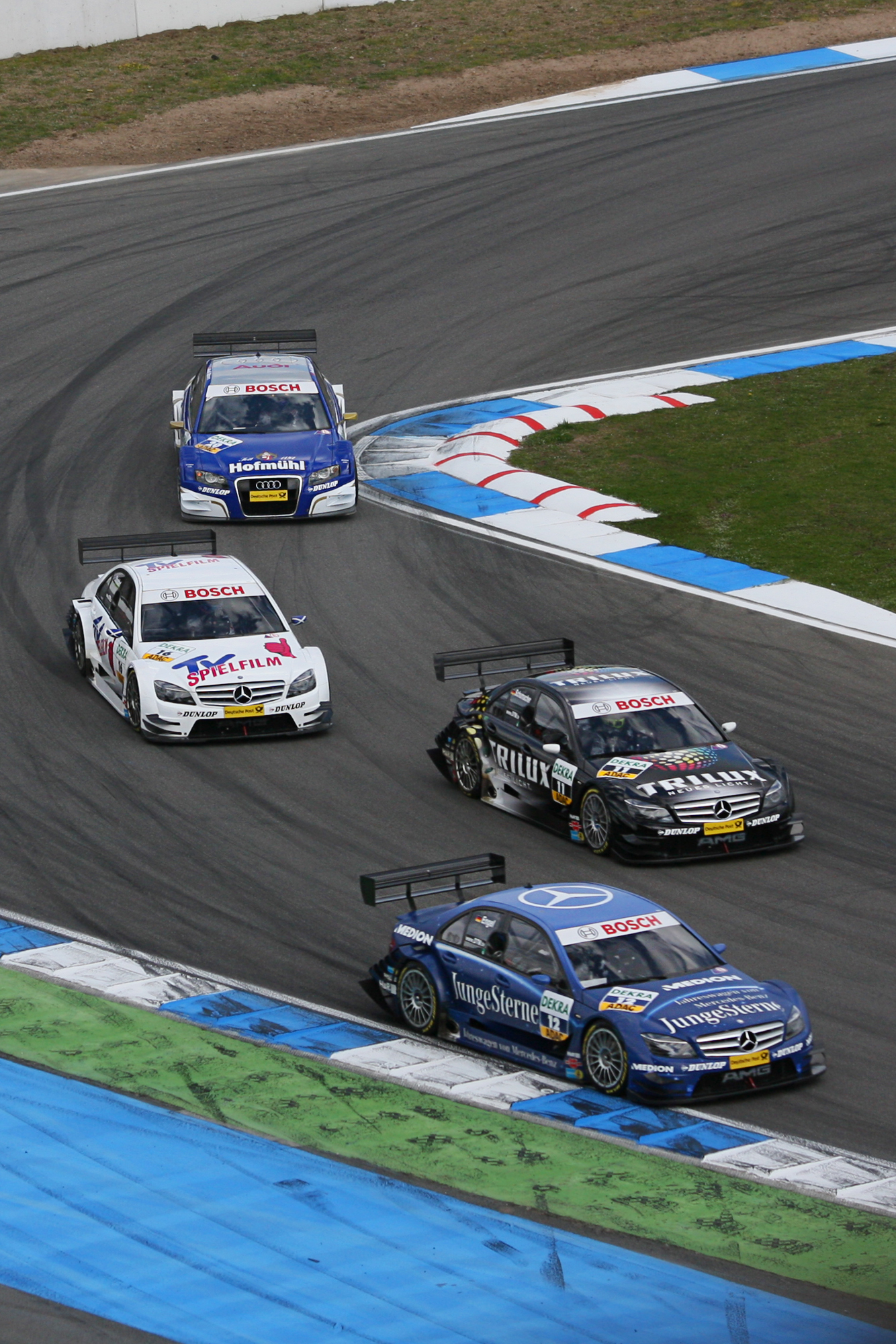

## 역대 우승자
| 연도   | 1위                                                           | 2위                                                            | 3위                                                                   |
| ------ | ------------------------------------------------------------- | -------------------------------------------------------------- | --------------------------------------------------------------------- |
| 2006년 | 독일 베른트 슈네데르(Bernd Schneider) 메르세데스-벤츠 C클래스 | 캐나다 브루너 슈펭글러(Bruno Spengler) 메르세데스-벤츠 C클래스 | 덴마크 톰 크리스텐덴(Tom Kristensen) 아우디 A4                        |
| 2005년 | 영국 게리 파페트(Gary Paffett) 메르세데스-벤츠 C클래스        | 스웨덴 마티아스 엑스트롬(Mattias Ekström) 아우디 A4            | 덴마크 톰 크리스텐센 아우디 A4                                        |
| 2004년 | 덴마크 마티아스 엑스트롬 아우디 A4                            | 영국 게리 파페트 메르세데스-벤츠 C클래스                       | 네덜란드 크리스티앙 앨버스(Christijan Albers) 메르세데스-벤츠 C클래스 |
| 2003년 | 독일 베른트 슈네데르 메르세데스-벤츠 CLK                      | 네덜란드 크리스티앙 앨버스 메르세데스-벤츠 CLK                 | 스위스 마르셀 패슬러(Marcel Fässler) 메르세데스-벤츠 CLK              |
| 2002년 | 프랑스 로랑 에일로 (Laurent Aïello) 아우디 TT                 | 독일 베른트 슈네데르 메르세데스-벤츠 CLK                       | 스웨덴 마티아스 엑스트롬 아우디 TT                                    |
| 2001년 | 독일 베른트 슈네데르 메르세데스-벤츠 CLK                      | 독일 우베 아르젠(Uwe Alzen) 메르세데스-벤츠 CLK                | 영국 피터 덤브레이크(Peter Dumbreck) 메르세데스-벤츠 CLK              |
| 2000년 | 독일 베른트 슈네데르 메르세데스-벤츠 CLK                      | 독일 마누엘 로이터 (Manuel Reuter) 오펠 아스트라(Opel Astra)   | 독일 클라우스 루드빅 (Klaus Ludwig) 메르세데스-벤츠 CLK               |

- 1984년부터 1996년까지의 우승자는 독일 투어링카 마이스터샤프트(독일어: Deutsche Tourenwagen Meisterschaft)를 참고하라.